# 帝
Pour les articles homonymes, voir Di.
Dì est la transcription en pinyin du sinogramme 帝, signifiant empereur.
Il peut désigner :
- Han Xiandi (T: 漢獻帝, S: 汉献帝, 181-234), un empereur chinois.
- Les Cinq Empereurs, un groupe de cinq dirigeants de la Chine ancienne (IIIe millénaire avant notre ère), voir Les trois Augustes et les cinq Empereurs

Son caractère Unicode est 5E1D.